# Colias alexandra
Colias alexandra is een vlindersoort uit de familie van de Pieridae (witjes), onderfamilie Coliadinae.
Colias alexandra werd in 1863 beschreven door W. Edwards.